# ERP5
ERP5 est un progiciel de gestion intégré (ERP) libre basé sur la plateforme Zope et le langage Python.

## Fonctionnalités

### Couverture
ERP5 intègre la comptabilité, la gestion de la relation client (CRM), des achats, des ventes, des stocks, des données produits (PDM), de la production (SCM), de
la logistique et des ressources humaines.

### Workflows paramétrables
Les processus de l'entreprise sont modélisés dans ERP5 à l'aide de l'outil de workflow transactionnel de Zope. Ces workflows sont paramétrés au travers d'une interface web et peuvent être modifiés en fonction des besoins de chaque client. La modélisation a été présente dès l'initialisation du logiciel en 2002,.

### Axes de variantage multiples
ERP5 gère le variantage de toutes les ressources manipulées dans l'application selon le nombre souhaité d'axes de variantage. 

## Technologie

### Interface web multilangues (Utilisateur & Développeur)
L'interface d'ERP5, basée sur la norme UTF-8, est multilangues et supporte les langues asiatiques.
L'environnement de paramétrage et de développement rapide d'ERP5 est également basé sur une interface web qui facilite le travail entre des équipes distantes de développeurs et de consultants.

### Base de données et moteur de reporting
Sur le reporting, ERP5 intègre une base de données relationnelle qui indexe les données saisies par les utilisateurs en procédant aux conversions ou traitements appropriés. ERP5 intègre également un moteur de génération de documents au format PDF.

### Moteur de synchronisation
ERP5 intègre un moteur de synchronisation basé sur le protocole SyncML qui permet de distribuer les données sur plusieurs sites sans nécessité une connexion permanente et rapide entre ces sites. De plus, cette technologie autorise les utilisateurs nomades à utiliser un serveur ERP5 local sur leur poste et à le synchroniser régulièrement avec le serveur central.

## Conception

### Multicatégories hiérarchiques
ERP5 gère l'information selon un principe documentaire très proche de la gestion “papier” qui était autrefois la règle avec des dossiers et des documents (factures d'achat, de vente, fiches produits...). Ces documents sont classés selon des catégories de classification hiérarchiques qui structurent les possibilités de reporting et d'agrégation des données dans l'application. Les organisations complexes sont représentées comme des hiérarchies de groupes, sites, fonctions, rôles, etc. Grâce à cette approche, un unique serveur ERP5 peut assurer la gestion d'un groupe de sociétés avec des filiales, agences, centres de profit ou sites de production répartis dans le monde entier tout en gérant finement les droits d'accès ou de modification des documents pour chaque utilisateur.

### Modèle de gestion unifié
Le même modèle de gestion des flux d'informations couvre tous les domaines de gestion dans ERP5 (négoce, stocks, comptabilité, production...). Un mode de paramétrage spécifique pour des structures de petite taille est par exemple possible,. Les fonctionnalités présentes dans un module s'étendent de fait naturellement aux autres ce qui permet de maximiser la réutilisation du code dans toute l'application et facilite la compréhension en profondeur des mécanismes d'ERP5. 